# Recording the Universe
Recording the Universe és el nom del projecte creat per la banda britànica Depeche Mode per enregistrar alguns dels concerts de la gira mundial Tour of the Universe realitzada durant els anys 2009 i 2010. Els enregistraments foren realitzats per l'empresa anglesa Live Here Now i estigueren disponibles via descàrrega digital en el lloc web oficial de la banda o via format físic en doble CD.

## Publicacions
| Disc 1 1. "In Chains" 2. "Wrong" 3. "Hole to Feed" 4. "Walking in My Shoes" 5. "It's No Good" 6. "A Question of Time" 7. "Precious" 8. "Fly on the Windscreen" 9. "Jezebel" 10. "A Question of Lust" 11. "Come Back" 12. "Peace" | Disc 2 1. "In Your Room" 2. "I Feel You" 3. "In Sympathy" 4. "Enjoy the Silence" 5. "Never Let Me Down Again" 1. "Happy Birthday Dave" 6. "Stripped" 7. "Master and Servant" 8. "Strangelove" 9. "Personal Jesus" 10. "Waiting for the Night" |

| Disc 1 1. "In Chains" 2. "Wrong" 3. "Hole to Feed" 4. "Walking in My Shoes" 5. "It's No Good" 6. "A Question of Time" 7. "Precious" 8. "Fly on the Windscreen" 9. "Jezebel" 10. "A Question of Lust" 11. "Come Back" 12. "Peace" | Disc 2 1. "In Your Room" 2. "I Feel You" 3. "Policy of Truth" 4. "Enjoy the Silence" 5. "Never Let Me Down Again" 6. "Stripped" 7. "Master and Servant" 8. "Strangelove" 9. "Personal Jesus" 10. "Waiting for the Night" |

| Disc 1 1. "In Chains" 2. "Wrong" 3. "Hole to Feed" 4. "Walking in My Shoes" 5. "It's No Good" 6. "A Question of Time" 7. "Precious" 8. "Fly on the Windscreen" 9. "Jezebel" 10. "A Question of Lust" 11. "Come Back" 12. "Peace" | Disc 2 1. "In Your Room" 2. "I Feel You" 3. "Policy of Truth" 4. "Enjoy the Silence" 5. "Never Let Me Down Again" 6. "Stripped" 7. "Master and Servant" 8. "Strangelove" 9. "Personal Jesus" 10. "Waiting for the Night" |

| Disc 1 1. "In Chains" 2. "Wrong" 3. "Hole to Feed" 4. "Walking in My Shoes" 5. "It's No Good" 6. "A Question of Time" 7. "Precious" 8. "Fly on the Windscreen" 9. "Jezebel" 10. "A Question of Lust" 11. "Come Back" 12. "Peace" | Disc 2 1. "In Your Room" 2. "I Feel You" 3. "Policy of Truth" 4. "Enjoy the Silence" 5. "Never Let Me Down Again" 6. "Stripped" 7. "Master and Servant" 8. "Strangelove" 9. "Personal Jesus" 10. "Waiting for the Night" |

| Disc 1 1. "In Chains" 2. "Wrong" 3. "Hole to Feed" 4. "Walking in My Shoes" 5. "It's No Good" 6. "A Question of Time" 7. "Precious" 8. "Fly on the Windscreen" 9. "Jezebel" 10. "Home" 11. "Come Back" 12. "Peace" | Disc 2 1. "In Your Room" 2. "I Feel You" 3. "Policy of Truth" 4. "Enjoy the Silence" 5. "Never Let Me Down Again" 6. "Stripped" 7. "Master and Servant" 8. "Strangelove" 9. "Personal Jesus" 10. "Waiting for the Night" |

| Disc 1 1. "In Chains" 2. "Wrong" 3. "Hole to Feed" 4. "Walking in My Shoes" 5. "It's No Good" 6. "A Question of Time" 7. "Precious" 8. "Fly on the Windscreen" 9. "Little Soul" 10. "Home" 11. "Come Back" 12. "Peace" | Disc 2 1. "In Your Room" 2. "I Feel You" 3. "Policy of Truth" 4. "Enjoy the Silence" 5. "Never Let Me Down Again" 6. "Stripped" 7. "Master and Servant" 8. "Strangelove" 9. "Personal Jesus" 10. "Waiting for the Night" |

| Disc 1 1. "In Chains" 2. "Wrong" 3. "Hole to Feed" 4. "Walking in My Shoes" 5. "It's No Good" 6. "A Question of Time" 7. "Precious" 8. "Fly on the Windscreen" 9. "Little Soul" 10. "Home" 11. "Come Back" 12. "Peace" | Disc 2 1. "In Your Room" 2. "I Feel You" 3. "Policy of Truth" 4. "Enjoy the Silence" 5. "Never Let Me Down Again" 6. "Stripped" 7. "Master and Servant" 8. "Strangelove" 9. "Personal Jesus" 10. "Waiting for the Night" |

| Disc 1 1. "In Chains" 2. "Wrong" 3. "Hole to Feed" 4. "Walking in My Shoes" 5. "It's No Good" 6. "A Question of Time" 7. "Precious" 8. "Fly on the Windscreen" 9. "Little Soul" 10. "Home" 11. "Come Back" 12. "Peace" | Disc 2 1. "In Your Room" 2. "I Feel You" 3. "Policy of Truth" 4. "Enjoy the Silence" 5. "Never Let Me Down Again" 6. "Stripped" 7. "Master and Servant" 8. "Strangelove" 9. "Personal Jesus" 10. "Waiting for the Night" |

| Disc 1 1. "In Chains" 2. "Wrong" 3. "Hole to Feed" 4. "Walking in My Shoes" 5. "It's No Good" 6. "A Question of Time" 7. "Precious" 8. "Fly on the Windscreen" 9. "Little Soul" 10. "Home" 11. "Come Back" 12. "Peace" | Disc 2 1. "In Your Room" 2. "I Feel You" 3. "Policy of Truth" 4. "Enjoy the Silence" 5. "Never Let Me Down Again" 6. "Stripped" 7. "Master and Servant" 8. "Strangelove" 9. "Personal Jesus" 10. "Waiting for the Night" |

| Disc 1 1. "In Chains" 2. "Wrong" 3. "Hole to Feed" 4. "Walking in My Shoes" 5. "It's No Good" 6. "A Question of Time" 7. "Precious" 8. "Fly on the Windscreen" 9. "Jezebel" 10. "A Question of Lust" 11. "Come Back" 12. "Peace" | Disc 2 1. "In Your Room" 2. "I Feel You" 3. "Policy of Truth" 4. "Enjoy the Silence" 5. "Never Let Me Down Again" 6. "Stripped" 7. "Master and Servant" 8. "Strangelove" 9. "Personal Jesus" 10. "Waiting for the Night" |

| Disc 1 1. "In Chains" 2. "Wrong" 3. "Hole to Feed" 4. "Walking in My Shoes" 5. "It's No Good" 6. "A Question of Time" 7. "Precious" 8. "Fly on the Windscreen" 9. "Little Soul" 10. "Home" 11. "Come Back" 12. "Peace" | Disc 2 1. "In Your Room" 2. "I Feel You" 3. "Policy of Truth" 4. "Enjoy the Silence" 5. "Never Let Me Down Again" 6. "Stripped" 7. "Master and Servant" 8. "Strangelove" 9. "Personal Jesus" 10. "Waiting for the Night" |

| Disc 1 1. "In Chains" 2. "Wrong" 3. "Hole to Feed" 4. "Walking in My Shoes" 5. "It's No Good" 6. "A Question of Time" 7. "Precious" 8. "Fly on the Windscreen" 9. "Little Soul" 10. "Home" 11. "Come Back" 12. "Peace" | Disc 2 1. "In Your Room" 2. "I Feel You" 3. "Policy of Truth" 4. "Enjoy the Silence" 5. "Never Let Me Down Again" 6. "Stripped" 7. "Master and Servant" 8. "Strangelove" 9. "Personal Jesus" 10. "Waiting for the Night" |

| Disc 1 1. "In Chains" 2. "Wrong" 3. "Hole to Feed" 4. "Walking in My Shoes" 5. "It's No Good" 6. "A Question of Time" 7. "Precious" 8. "Fly on the Windscreen" 9. "Little Soul" 10. "Home" 11. "Come Back" 12. "Peace" | Disc 2 1. "In Your Room" 2. "I Feel You" 3. "Policy of Truth" 4. "Enjoy the Silence" 5. "Never Let Me Down Again" 6. "Stripped" 7. "Master and Servant" 8. "Strangelove" 9. "Personal Jesus" 10. "Waiting for the Night" |

| Disc 1 1. "In Chains" 2. "Wrong" 3. "Hole to Feed" 4. "Walking in My Shoes" 5. "It's No Good" 6. "A Question of Time" 7. "Precious" 8. "Fly on the Windscreen" 9. "Little Soul" 10. "Home" 11. "Come Back" 12. "Peace" | Disc 2 1. "In Your Room" 2. "I Feel You" 3. "Policy of Truth" 4. "Enjoy the Silence" 5. "Never Let Me Down Again" 6. "Stripped" 7. "Master and Servant" 8. "Strangelove" 9. "Personal Jesus" 10. "Waiting for the Night" |

| Disc 1 1. "In Chains" 2. "Wrong" 3. "Hole to Feed" 4. "Walking in My Shoes" 5. "It's No Good" 6. "A Question of Time" 7. "Precious" 8. "Fly on the Windscreen" 9. "Little Soul" 10. "Home" 11. "Come Back" 12. "Peace" | Disc 2 1. "In Your Room" 2. "I Feel You" 3. "Policy of Truth" 4. "Enjoy the Silence" 5. "Never Let Me Down Again" 6. "Stripped" 7. "Master and Servant" 8. "Strangelove" 9. "Personal Jesus" 10. "Waiting for the Night" |

| Disc 1 1. "In Chains" 2. "Wrong" 3. "Hole to Feed" 4. "Walking in My Shoes" 5. "It's No Good" 6. "A Question of Time" 7. "Precious" 8. "Fly on the Windscreen" 9. "Home" | Disc 2 1. "Come Back" 2. "Peace" 3. "In Your Room" 4. "I Feel You" 5. "Enjoy the Silence" 6. "Never Let Me Down Again" 7. "Stripped" 8. "Personal Jesus" |

| Disc 1 1. "In Chains" 2. "Wrong" 3. "Hole to Feed" 4. "Walking in My Shoes" 5. "It's No Good" 6. "A Question of Time" 7. "Precious" 8. "Fly on the Windscreen" 9. "Little Soul" 10. "Home" 11. "Come Back" 12. "Peace" | Disc 2 1. "In Your Room" 2. "I Feel You" 3. "Policy of Truth" 4. "Enjoy the Silence" 5. "Never Let Me Down Again" 6. "Stripped" 7. "Master and Servant" 8. "Strangelove" 9. "Personal Jesus" 10. "Waiting for the Night" |

| Disc 1 1. "In Chains" 2. "Wrong" 3. "Hole to Feed" 4. "Walking in My Shoes" 5. "It's No Good" 6. "A Question of Time" 7. "Precious" 8. "Fly on the Windscreen" 9. "Little Soul" 10. "Home" 11. "Come Back" 12. "Peace" | Disc 2 1. "In Your Room" 2. "I Feel You" 3. "Policy of Truth" 4. "Enjoy the Silence" 5. "Never Let Me Down Again" 6. "Stripped" 7. "Master and Servant" 8. "Strangelove" 9. "Personal Jesus" 10. "Waiting for the Night" |

| Disc 1 1. "In Chains" 2. "Wrong" 3. "Hole to Feed" 4. "Walking in My Shoes" 5. "It's No Good" 6. "A Question of Time" 7. "Precious" 8. "Fly on the Windscreen" 9. "Home" | Disc 2 1. "Come Back" 2. "Peace" 3. "In Your Room" 4. "I Feel You" 5. "Enjoy the Silence" 6. "Never Let Me Down Again" 7. "Stripped" 8. "Personal Jesus" |

| Disc 1 1. "In Chains" 2. "Wrong" 3. "Hole to Feed" 4. "Walking in My Shoes" 5. "It's No Good" 6. "A Question of Time" 7. "Precious" 8. "Fly on the Windscreen" 9. "Little Soul" 10. "Home" 11. "Come Back" | Disc 2 1. "Fragile Tension" 2. "In Your Room" 3. "I Feel You" 4. "Policy of Truth" 5. "Enjoy the Silence" 6. "Never Let Me Down Again" 7. "Stripped" 8. "Master and Servant" 9. "Strangelove" 10. "Personal Jesus" 11. "Waiting for the Night" |

| Disc 1 1. "In Chains" 2. "Wrong" 3. "Hole to Feed" 4. "Walking in My Shoes" 5. "It's No Good" 6. "A Question of Time" 7. "Precious" 8. "Fly on the Windscreen" 9. "Little Soul" 10. "Home" | Disc 2 1. "Come Back" 2. "Policy of Truth" 3. "In Your Room" 4. "I Feel You" 5. "Enjoy the Silence" 6. "Never Let Me Down Again" 7. "Stripped" 8. "Master and Servant" 9. "Strangelove" 10. "Personal Jesus" 11. "Waiting for the Night" |

| Disc 1 1. "In Chains" 2. "Wrong" 3. "Hole to Feed" 4. "Walking in My Shoes" 5. "It's No Good" 6. "A Question of Time" 7. "Precious" 8. "Fly on the Windscreen" 9. "Little Soul" 10. "Home" | Disc 2 1. "Come Back" 2. "Policy of Truth" 3. "In Your Room" 4. "I Feel You" 5. "Enjoy the Silence" 6. "Never Let Me Down Again" 7. "Stripped" 8. "Master and Servant" 9. "Strangelove" 10. "Personal Jesus" 11. "Waiting for the Night" |

| Disc 1 1. "In Chains" 2. "Wrong" 3. "Hole to Feed" 4. "Walking in My Shoes" 5. "It's No Good" 6. "A Question of Time" 7. "Precious" 8. "Fly on the Windscreen" 9. "Little Soul" 10. "Home" | Disc 2 1. "Come Back" 2. "Policy of Truth" 3. "In Your Room" 4. "I Feel You" 5. "Enjoy the Silence" 6. "Never Let Me Down Again" 7. "Stripped" 8. "Master and Servant" 9. "Strangelove" 10. "Personal Jesus" |

| Disc 1 1. "In Chains" 2. "Wrong" 3. "Hole to Feed" 4. "Walking in My Shoes" 5. "It's No Good" 6. "A Question of Time" 7. "Precious" 8. "Fly on the Windscreen" | Disc 2 1. "Jezebel" 2. "A Question of Lust" 3. "Come Back" 4. "Policy of Truth" 5. "In Your Room" 6. "I Feel You" 7. "Enjoy the Silence" 8. "Never Let Me Down Again" 9. "Stripped" 10. "Personal Jesus" |

| Disc 1 1. "In Chains" 2. "Wrong" 3. "Hole to Feed" 4. "Walking in My Shoes" 5. "It's No Good" 6. "A Question of Time" 7. "Precious" 8. "Fly on the Windscreen" 9. "Jezebel" 10. "Home" | Disc 2 1. "Come Back" 2. "Policy of Truth" 3. "In Your Room" 4. "I Feel You" 5. "Enjoy the Silence" 6. "Never Let Me Down Again" 7. "Stripped" 8. "Master and Servant" 9. "Strangelove" 10. "Personal Jesus" 11. "Waiting for the Night" |

| Disc 1 1. "In Chains" 2. "Wrong" 3. "Hole to Feed" 4. "Walking in My Shoes" 5. "It's No Good" 6. "A Question of Time" 7. "Precious" 8. "Fly on the Windscreen" 9. "Jezebel" 10. "Home" | Disc 2 1. "Come Back" 2. "Policy of Truth" 3. "In Your Room" 4. "I Feel You" 5. "Enjoy the Silence" 6. "Never Let Me Down Again" 7. "Somebody" 8. "Stripped" 9. "Behind the Wheel" 10. "Personal Jesus" 11. "Waiting for the Night" |

| Disc 1 1. "In Chains" 2. "Wrong" 3. "Hole to Feed" 4. "Walking in My Shoes" 5. "It's No Good" 6. "A Question of Time" 7. "Precious" 8. "Fly on the Windscreen" 9. "Jezebel" 10. "A Question of Lust" | Disc 2 1. "Miles Away/The Truth is" 2. "Policy of Truth" 3. "In Your Room" 4. "I Feel You" 5. "Enjoy the Silence" 6. "Never Let Me Down Again" 7. "Shake the Disease" 8. "Stripped" 9. "Strangelove" 10. "Personal Jesus" |

| Disc 1 1. "In Chains" 2. "Wrong" 3. "Hole to Feed" 4. "Walking in My Shoes" 5. "It's No Good" 6. "A Question of Time" 7. "Precious" 8. "Fly on the Windscreen" 9. "Little Soul" 10. "Home" | Disc 2 1. "Miles Away/The Truth is" 2. "Policy of Truth" 3. "In Your Room" 4. "I Feel You" 5. "Enjoy the Silence" 6. "Never Let Me Down Again" 7. "Somebody" 8. "Stripped" 9. "Behind the Wheel" 10. "Personal Jesus" 11. "Waiting for the Night" |

| Disc 1 1. "In Chains" 2. "Wrong" 3. "Hole to Feed" 4. "Walking in My Shoes" 5. "It's No Good" 6. "A Question of Time" 7. "Precious" 8. "Fly on the Windscreen" 9. "Jezebel" 10. "A Question of Lust" | Disc 2 1. "Miles Away/The Truth is" 2. "Policy of Truth" 3. "In Your Room" 4. "I Feel You" 5. "Enjoy the Silence" 6. "Never Let Me Down Again" 7. "Shake the Disease" 8. "Stripped" 9. "Strangelove" 10. "Personal Jesus" 11. "Waiting for the Night" |

| Disc 1 1. "In Chains" 2. "Wrong" 3. "Hole to Feed" 4. "Walking in My Shoes" 5. "It's No Good" 6. "A Question of Time" 7. "Precious" 8. "Fly on the Windscreen" 9. "Jezebel" 10. "Home" | Disc 2 1. "Miles Away/The Truth is" 2. "Policy of Truth" 3. "In Your Room" 4. "I Feel You" 5. "Enjoy the Silence" 6. "Never Let Me Down Again" 7. "Somebody" 8. "Stripped" 9. "Behind the Wheel" 10. "Personal Jesus" 11. "Waiting for the Night" |

| Disc 1 1. "In Chains" 2. "Wrong" 3. "Hole to Feed" 4. "Walking in My Shoes" 5. "It's No Good" 6. "A Question of Time" 7. "Precious" 8. "Fly on the Windscreen" 9. "Jezebel" 10. "Judas" | Disc 2 1. "Miles Away/The Truth is" 2. "Policy of Truth" 3. "In Your Room" 4. "I Feel You" 5. "Enjoy the Silence" 6. "Never Let Me Down Again" 7. "Somebody" 8. "Stripped" 9. "Behind the Wheel" 10. "Personal Jesus" 11. "Waiting for the Night" |

| Disc 1 1. "In Chains" 2. "Wrong" 3. "Hole to Feed" 4. "Walking in My Shoes" 5. "It's No Good" 6. "A Question of Time" 7. "Precious" 8. "Fly on the Windscreen" 9. "Little Soul" 10. "Home" | Disc 2 1. "Miles Away/The Truth is" 2. "Policy of Truth" 3. "In Your Room" 4. "I Feel You" 5. "Enjoy the Silence" 6. "Never Let Me Down Again" 7. "A Question of Lust" 8. "Stripped" 9. "Behind the Wheel" 10. "Personal Jesus" 11. "Waiting for the Night" |

| Disc 1 1. "In Chains" 2. "Wrong" 3. "Hole to Feed" 4. "Walking in My Shoes" 5. "It's No Good" 6. "A Question of Time" 7. "Precious" 8. "Fly on the Windscreen" 9. "Jezebel" 10. "Home" | Disc 2 1. "Miles Away/The Truth is" 2. "Policy of Truth" 3. "In Your Room" 4. "I Feel You" 5. "Enjoy the Silence" 6. "Never Let Me Down Again" 7. "Somebody" 8. "Stripped" 9. "Behind the Wheel" 10. "Personal Jesus" 11. "Waiting for the Night" |

| Disc 1 1. "In Chains" 2. "Wrong" 3. "Hole to Feed" 4. "Walking in My Shoes" 5. "It's No Good" 6. "A Question of Time" 7. "Precious" 8. "Fly on the Windscreen" 9. "Jezebel" 10. "Home" | Disc 2 1. "Miles Away/The Truth is" 2. "Policy of Truth" 3. "In Your Room" 4. "I Feel You" 5. "Enjoy the Silence" 6. "Never Let Me Down Again" 7. "Somebody" 8. "Stripped" 9. "Behind the Wheel" 10. "Personal Jesus" 11. "Waiting for the Night" |

| Disc 1 1. "In Chains" 2. "Wrong" 3. "Hole to Feed" 4. "Walking in My Shoes" 5. "It's No Good" 6. "A Question of Time" 7. "Precious" 8. "Fly on the Windscreen" 9. "Little Soul" 10. "A Question of Lust" | Disc 2 1. "Miles Away/The Truth is" 2. "Policy of Truth" 3. "In Your Room" 4. "I Feel You" 5. "Enjoy the Silence" 6. "Never Let Me Down Again" 7. "Shake the Disease" 8. "Stripped" 9. "Behind the Wheel" 10. "Personal Jesus" |

| Disc 1 1. "In Chains" 2. "Wrong" 3. "Hole to Feed" 4. "Walking in My Shoes" 5. "It's No Good" 6. "A Question of Time" 7. "Precious" 8. "Fly on the Windscreen" 9. "Jezebel" 10. "Home" | Disc 2 1. "Miles Away/The Truth is" 2. "Policy of Truth" 3. "In Your Room" 4. "I Feel You" 5. "Enjoy the Silence" 6. "Never Let Me Down Again" 7. "Somebody" 8. "Stripped" 9. "Behind the Wheel" 10. "Personal Jesus" 11. "Waiting for the Night" |

| Disc 1 1. "In Chains" 2. "Wrong" 3. "Hole to Feed" 4. "Walking in My Shoes" 5. "It's No Good" 6. "A Question of Time" 7. "Precious" 8. "Fly on the Windscreen" 9. "Jezebel" 10. "Home" | Disc 2 1. "Miles Away/The Truth is" 2. "Policy of Truth" 3. "In Your Room" 4. "I Feel You" 5. "Enjoy the Silence" 6. "Never Let Me Down Again" 7. "Somebody" 8. "Stripped" 9. "Behind the Wheel" 10. "Personal Jesus" 11. "Waiting for the Night" |

| Disc 1 1. "In Chains" 2. "Wrong" 3. "Hole to Feed" 4. "Walking in My Shoes" 5. "It's No Good" 6. "A Question of Time" 7. "Precious" 8. "Fly on the Windscreen" 9. "Little Soul" 10. "A Question of Lust" | Disc 2 1. "Come Back" 2. "Policy of Truth" 3. "In Your Room" 4. "I Feel You" 5. "Enjoy the Silence" 6. "Never Let Me Down Again" 7. "Shake the Disease" 8. "Stripped" 9. "Behind the Wheel" 10. "Personal Jesus" 11. "Waiting for the Night" |

| Disc 1 1. "In Chains" 2. "Wrong" 3. "Hole to Feed" 4. "Walking in My Shoes" 5. "It's No Good" 6. "A Question of Time" 7. "Precious" 8. "Fly on the Windscreen" 9. "Jezebel" 10. "Home" | Disc 2 1. "Miles Away/The Truth is" 2. "Policy of Truth" 3. "In Your Room" 4. "I Feel You" 5. "Enjoy the Silence" 6. "Never Let Me Down Again" 7. "Somebody" 8. "Stripped" 9. "Behind the Wheel" 10. "Personal Jesus" 11. "Waiting for the Night" |

| Disc 1 1. "In Chains" 2. "Wrong" 3. "Hole to Feed" 4. "Walking in My Shoes" 5. "It's No Good" 6. "A Question of Time" 7. "Precious" 8. "World in My Eyes" 9. "Insight" 10. "Home" | Disc 2 1. "Miles Away/The Truth is" 2. "Policy of Truth" 3. "In Your Room" 4. "I Feel You" 5. "Enjoy the Silence" 6. "Never Let Me Down Again" 7. "One Caress" 8. "Stripped" 9. "Behind the Wheel" 10. "Personal Jesus" |

| Disc 1 1. "In Chains" 2. "Wrong" 3. "Hole to Feed" 4. "Walking in My Shoes" 5. "It's No Good" 6. "A Question of Time" 7. "Precious" 8. "World in My Eyes" 9. "Insight" 10. "Home" | Disc 2 1. "Miles Away/The Truth is" 2. "Policy of Truth" 3. "In Your Room" 4. "I Feel You" 5. "Enjoy the Silence" 6. "Never Let Me Down Again" 7. "Dressed in Black" 8. "Stripped" 9. "Behind the Wheel" 10. "Personal Jesus" |

| Disc 1 1. "In Chains" 2. "Wrong" 3. "Hole to Feed" 4. "Walking in My Shoes" 5. "It's No Good" 6. "A Question of Time" 7. "Precious" 8. "World in My Eyes" 9. "Insight" 10. "Home" | Disc 2 1. "Miles Away/The Truth is" 2. "Policy of Truth" 3. "In Your Room" 4. "I Feel You" 5. "Enjoy the Silence" 6. "Never Let Me Down Again" 7. "One Caress" 8. "Stripped" 9. "Behind the Wheel" 10. "Personal Jesus" |

| Disc 1 1. "In Chains" 2. "Wrong" 3. "Hole to Feed" 4. "Walking in My Shoes" 5. "It's No Good" 6. "A Question of Time" 7. "Precious" 8. "World in My Eyes" 9. "Judas" 10. "Home" | Disc 2 1. "Miles Away/The Truth is" 2. "Policy of Truth" 3. "In Your Room" 4. "I Feel You" 5. "Enjoy the Silence" 6. "Never Let Me Down Again" 7. "Dressed in Black" 8. "Stripped" 9. "Behind the Wheel" 10. "Personal Jesus" |

| Disc 1 1. "In Chains" 2. "Wrong" 3. "Hole to Feed" 4. "Walking in My Shoes" 5. "It's No Good" 6. "A Question of Time" 7. "Precious" 8. "World in My Eyes" 9. "Insight" 10. "Home" | Disc 2 1. "Miles Away/The Truth is" 2. "Policy of Truth" 3. "In Your Room" 4. "I Feel You" 5. "Enjoy the Silence" 6. "Never Let Me Down Again" 7. "One Caress" 8. "Stripped" 9. "Behind the Wheel" 10. "Personal Jesus" |

| Disc 1 1. "In Chains" 2. "Wrong" 3. "Hole to Feed" 4. "Walking in My Shoes" 5. "It's No Good" 6. "A Question of Time" 7. "Precious" 8. "World in My Eyes" 9. "One Caress" 10. "Home" | Disc 2 1. "Come Back" 2. "Policy of Truth" 3. "In Your Room" 4. "I Feel You" 5. "Enjoy the Silence" 6. "Never Let Me Down Again" 7. "Somebody" (feat. Alan Wilder) 8. "Stripped" 9. "Photographic" 10. "Personal Jesus" |

| Disc 1 1. "In Chains" 2. "Wrong" 3. "Hole to Feed" 4. "Walking in My Shoes" 5. "It's No Good" 6. "A Question of Time" 7. "Precious" 8. "World in My Eyes" 9. "Freelove" 10. "Home" | Disc 2 1. "Miles Away/The Truth is" 2. "Policy of Truth" 3. "In Your Room" 4. "I Feel You" 5. "Enjoy the Silence" 6. "Never Let Me Down Again" 7. "A Question of Lust" 8. "Stripped" 9. "Behind the Wheel" 10. "Personal Jesus" |

| Disc 1 1. "In Chains" 2. "Wrong" 3. "Hole to Feed" 4. "Walking in My Shoes" 5. "It's No Good" 6. "A Question of Time" 7. "Precious" 8. "World in My Eyes" 9. "Insight" 10. "Home" | Disc 2 1. "Miles Away/The Truth is" 2. "Policy of Truth" 3. "In Your Room" 4. "I Feel You" 5. "Enjoy the Silence" 6. "Never Let Me Down Again" 7. "Dressed in Black" 8. "Stripped" 9. "Behind the Wheel" 10. "Personal Jesus" |

| Disc 1 1. "In Chains" 2. "Wrong" 3. "Hole to Feed" 4. "Walking in My Shoes" 5. "It's No Good" 6. "A Question of Time" 7. "Precious" 8. "World in My Eyes" 9. "One Caress" 10. "Home" | Disc 2 1. "Miles Away/The Truth is" 2. "Policy of Truth" 3. "In Your Room" 4. "I Feel You" 5. "Enjoy the Silence" 6. "Never Let Me Down Again" 7. "Somebody" 8. "Stripped" 9. "Photographic" 10. "Personal Jesus" |